# Assis Brasil
Assis Brasil – miasto i gmina w Brazylii, leży w stanie Acre. Gmina zajmuje powierzchnię 4974,18 km². Według danych szacunkowych w 2016 roku miasto liczyło 6863 mieszkańców. Położone jest około 230 km na południowy zachód od stolicy stanu, Rio Branco, oraz około 2800 km na zachód od Brasílii, stolicy kraju.
Początki osady na tym terenie sięgają 1908 roku. W 1958 roku miejscowość została nazwana Vila de Assis Brasil na cześć Joaquima Francisco de Assis Brasil – polityka i dyplomaty, który uczestniczył w negocjacjach podczas zakupu obecnego stanu Acre od rządu boliwijskiego.
W 2014 roku wśród mieszkańców gminy PKB per capita wynosił 10 985,38 reais brazylijskich.